# بونجی (دوره ژاپنی)
بونجی (به ژاپنی: 文治 Bunji) نام یک عصر تاریخی ژاپنی بود. این عصر بعد از گنریاکو و قبل از کنکیو قرار داشت و از اوت ۱۱۸۵ تا آوریل ۱۱۹۰ میلادی به طول انجامید. در طی این عصر امپراتور گو توبا، امپراتور ژاپن بود.